# Ярославське (Калінінградська область)
Яросла́вське (рос. Ярославское) — селище Гур'євського міського округу, Калінінградської області Росії. Входить до складу Добринського сільського поселення.
Населення —  157 осіб (2015 рік). 

## Населення
| 2002 | 2010 |
| ---- | ---- |
| 130  | ↗157 |